# DFG Science TV

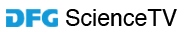
Logo von DFG Science TV

DFG Science TV ist ein Online-Videoangebot der Deutschen Forschungsgemeinschaft (DFG). Von 2008 bis 2013 präsentierte DFG Science TV die Arbeit DFG-geförderter Projekte in Deutschland und der ganzen Welt in Serien aus dreiminütigen Kurzfilmen. Das Material für diese Forschungstagebücher haben die beteiligten Wissenschaftler selbst gedreht. Das Angebot liegt vollständig in Deutsch und Englisch vor.

## Idee
Die Idee hat die DFG gemeinsam mit Gisela Graichen, Hamburg, und Peter Prestel, Eichstätt, entwickelt. Das Konzept der „Forschungs-Filmtagebücher“ war zum Start von DFG Science TV im Jahr 2008 in Deutschland einmalig. Bei DFG Science TV hielten die Wissenschaftler die Kamera selbst in der Hand. So entstanden aus dem Filmmaterial anhand von zuvor erarbeiteten Storyboards in Zusammenarbeit mit einer professionellen Filmproduktionsfirma authentische Forschungstagebücher. Regelmäßig informierte DFG Science TV auf diese Weise über den Stand der Forschungsarbeiten, erzählte von Hindernissen und Erfolgserlebnissen und berichtete über das weitere Vorgehen. Die Produktion der Kurzfilme aus eigener Hand zeigte einen persönlichen Blick auf die Herangehens- und Arbeitsweise eines jeden Wissenschaftlers. Begleitet wurden Forschungsprojekte in Deutschland und in anderen Teilen der Welt.
Mit Science TV reagierte die DFG auf die veränderten Nutzergewohnheiten vor allem junger Menschen und der wachsenden Bedeutung von Bewegtbildern auf Internetplattformen. Mit dieser Art der Wissenschaftskommunikation richtete sich DFG Science TV insbesondere an Jugendliche zwischen 14 und 19 Jahren, darüber hinaus aber auch an Lehrer, Medienfachleute und andere an Wissenschaft interessierte Zuschauer.

## Geschichte
Die Deutsche Forschungsgemeinschaft startete DFG Science TV mit einer Pilotstaffel von April bis Juni 2008. Zehn Forschungsprojekte präsentierten drei Monate lang jede Woche neue Ergebnisse. Sämtliche Folgen dieser Staffel waren damals auf einer DFG Science TV-Webseite zugänglich und sind weiterhin auf dem YouTube-Kanal der DFG verfügbar.
Mit der zweiten Staffel, die am 16. Juni 2009 startete, setzte DFG Science TV das Konzept der „Forschungs-Filmtagebücher“ fort. Erneut wurden nach vorangegangener Ausschreibung zehn ausgewählte Forschungsprojekte über mehrere Monate begleitet.
Mit einem Relaunch am 14. Februar 2011 wurde DFG Science TV zu einer Mediathek umgebaut, die sämtliche bis zu dem Zeitpunkt im Rahmen des Projekts hergestellten Filme archivierte und kontinuierlich durch neue Produktionen erweitert wurde.
Die jüngste Staffel behandelt "Aktive Mikrooptik" und stammt aus 2013.

## Von "DFG Science TV" zu „DFG bewegt“
Der YouTube-Kanal "DFG Science TV" wurde im Frühjahr 2018 umbenannt in "DFG bewegt" und bietet neben allen Folgen von DFG Science TV über 1000 Filme und Audiodateien in deutscher und englischer Sprache über DFG-geförderte Forschung und die DFG selbst und wächst kontinuierlich.

## Projekte der ersten Staffel
- Tierische Invasion – Was passiert, wenn der Mensch in das Ökosystem eingreift? Martin Mörtl und John Hesselschwerdt, Sonderforschungsbereich 454 Bodenseelitoral der Universität Konstanz
- Die 5-Millionenstadt – Sind Mega-Städte die Zukunft der Menschheit? Wie leben und überleben Menschen dort? Frauke Kraas, Geographisches Institut der Universität zu Köln
- Blaues Wunder – Dem Meer auf den Grund gehen: die Rolle des Ozeans im System Erde. MARUM-Team der Graduiertenschule GLOMAR vom Zentrum für Marine Umweltwissenschaften (Marum) der Universität Bremen
- Beton Light – Wie macht man Schweres leicht? Textilbeton eröffnet Wege zum leichten Bauen. Sonderforschungsbereich 528 „Textile Bewehrungen zur bautechnischen Verstärkung und Instandsetzung“ der Technischen Universität Dresden
- Sinkende Küsten – Vor 10.000 Jahren lebten Menschen dort, wo heute Wellen rauschen. Forschergruppe SINCOS, Forschungsprojekt der DFG
- Die Menschmaschine – Sehen, hören, tasten: Kann ein Roboter vom Menschen lernen? „Armar III“ Sonderforschungsbereich „Humanoide Roboter“ am Institut für Industrielle Anwendungen der Informatik (IAIM) an der Universität Karlsruhe (TH)
- Bedrohter Bergwald – Zwischen Natürlichkeit und Nutzung: Lassen sich die Bedürfnisse von Mensch und Natur vereinbaren? Jörg Bendix, Fachbereich Geographie der Philipps-Universität Marburg, und Erwin Beck, Professor emeritus der Universität Bayreuth, Forschungsstation „Estación Científica San Francisco“ (ECSF) der DFG-Forschungsgruppe 816 „Biodiversity and Sustainable Management of a Megadiverse Mountain Ecosystem in South Ecuador“.
- Tempelpflege – Kein Stein für die Ewigkeit: Sind die Tempelanlagen von Angkor noch zu retten? German Apsara Conservation Project (GACP) vom Institut für Restaurierungs- und Konservierungswissenschaft der Fachhochschule Köln
- Lola rennt – Auf der Suche nach der perfekten zweibeinigen Laufmaschine. Team „Natur und Technik intelligenter Laufsysteme“, Lehrstuhl für angewandte Mechanik der Technischen Universität München
- Die Supersaurier – Warum wurden die Sauropoden die größten Landtiere der Erde? Projekt „Biology of the Sauropod Dinosaurs: The Evolution of Gigantism“ (DFG-Forschungsgruppe 533), Projekt-Koordinator: P. Martin Sander vom Steinmann Institut für Geologie, Mineralogie und Paläontologie der Universität Bonn

## Projekte der zweiten Staffel
- Suche nach Heilung – Gegen das Vergessen: Wie Zebrafische helfen, Alzheimer zu verstehen. C. Haass vom Deutschen Zentrum für Neurodegenerative Erkrankungen an der Ludwig-Maximilians-Universität München
- Duckstop Bodensee – 260.000 Wasservögel auf Nahrungssuche. Biologen der Universität Konstanz und des Max-Planck-Instituts für Ornithologie in Radolfzell
- Beton gut verbunden – Bruchversuche: Wie stark ist ultrahochfest? Institut für Massivbau der RWTH Aachen
- Funktion durch Vielfalt – Pionierarbeit in China: Das größte Biodiversitäts-Experiment der Welt. Internationales Forscherteam unter Helge Bruelheide von der Martin-Luther-Universität Halle-Wittenberg
- Die Wellenjäger – Erschüttern Einsteins Gravitationswellen das Universum? Henning Vahlbruch und Alexander Khalaidovski in der Arbeitsgruppe von Roman Schnabel am Max-Planck-Institut für Gravitationsphysik Hannover und im Exzellenzcluster QUEST
- Polares Klimaarchiv – Bohren in der Arktis: Klimaforschung für die Zukunft. Forscher vom Institut für Geologie und Mineralogie der Universität zu Köln
- Giganten der Steinzeit – Die Spur der Steine: Von Dolmen, Gräbern und ihren Erbauern. Wissenschaftler der Christian-Albrechts-Universität zu Kiel und des Deutschen Archäologischen Instituts in Frankfurt
- Diskrete Optimierer – Viele Wege führen zum Ziel. Wie Mathematik unseren Alltag erleichtert. Wiebke Höhn, Marco Lübbecke und Rudolf Kellermann vom DFG-Forschungszentrum MATHEON in Berlin
- Natur am Start – Leben im Tagebau: Von der Mondlandschaft zum Ökosystem. Werner Gerwin von der Technischen Universität Cottbus
- Liebe à la Darwin – Zählen die inneren Werte? Partnerwahl im Blick der Evolution. Bernhard Fink vom Institut für Zoologie und Anthropologie der Universität Göttingen

## Projekte 2011
- Die Welt der Rituale – Wissenschaftler des Heidelberger Sonderforschungsbereiches „Ritualdynamik“ untersuchen, wie und warum Rituale entstehen, wie sie sich verändern und welche Bedeutung sie in verschiedenen Kulturen haben? Ein Projekt der Universität Heidelberg (Start: 5. Mai 2011)[3]

## Projekte 2013
- Aktive Mikrooptik - Der Natur das Sehen abschauen... Von Fangschreckenkrebsen, Menschen- und Mottenaugen sowie der bundesweit vernetzten Kooperation zur Entwicklung winziger optischer Systeme nach dem Vorbild der Natur. Beteiligte Universitäten und Institute: Albert-Ludwigs-Universität Freiburg, Ernst-Abbe-Fachhochschule Jena, Fraunhofer-Institut für Angewandte Festkörperphysik (IAF) (Freiburg), Fraunhofer-Institut für Angewandte Polymerforschung (IAP) (Potsdam), Fraunhofer-Institut für Keramische Technologien und Systeme (IKTS) (Dresden), Fraunhofer-Institut für Optische Feinmechanik (IOF) (Jena), Friedrich-Schiller-Universität Jena, Johannes Gutenberg-Universität Mainz, Technische Universität Ilmenau, Technische Universität Kaiserslautern, Universität Potsdam, Universität Stuttgart.

(Start: 16. Januar 2013)

## Auszeichnungen
Im Mai 2009 wurde die Website von DFG Science TV im Rahmen des WorldMediaFestivals in der Kategorie Web TV/Information mit dem intermedia-globe GOLD Award ausgezeichnet.